# Garth Richardson
Garth "GGGarth" Richardson es un productor de música canadiense  e ingeniero musical. Es el hijo  del productor de música canadiense Jack Richardson (de quién créditos incluyen Alice Cooper, The Guess Who, Badfinger y Poco). Jack era un pionero  de la industria de registro de la música en 1960s y 1970s. Garth Richardson realizó trabajos de ingeniería musicales para los Red Hot Chili Peppers, Nickelback, Mötley Crüe, y  produjo para Kittie, Rage Against the Machine, Mudvayne, Melvins y Shihad. Cofundó el Nimbus Escuela de Grabar Artes en Vancouver, británicos Columbia, junto con Bob Ezrin y Kevin Williams. Richardson tiene el apodo 'GGGarth' porque  tiene un tartamudeo leve.
Richardson opera en Nimbus Escuela de Grabar Artes en Vancouver, la escuela fue nombrada después de la compañía de producción de su padre que llamó Nimbus 9. Algunos de los artistas y registros de Richardson son los siguientes
- 40 Below Summer – Invitation to the Dance
- Alice Cooper – Constrictor
- All the Young – Welcome Home
- Atreyu – The Curse
- Blessed by a Broken Heart – Pedal to the Metal
- Bloodsimple – A Cruel World
- Bloody Chicletts – Presenting...
- Beloved – Failure On
- Big Wreck – Grace Street
- Biffy Clyro – Puzzle, Only Revolutions, Opposites
- Chevelle – Wonder What's Next
- Dead and Divine – The Machines We Are
- Downthesun – Downthesun
- The Empty Page – Unfolding[3]
- From Autumn to Ashes – The Fiction We Live, Abandon Your Friends
- Gallows – Grey Britain
- GrimSkunk – Fires Under the Road
- Haste the Day – When Everything Falls, Pressure the Hinges
- Hedley – Hedley
- It Dies Today – Sirens
- Japanese Voyeurs – Yolk
- The Jesus Lizard – Shot
- Kerbdog – On the Turn
- Kik Tracee – Center of a Tension (unreleased)
- Kittie – Spit, Oracle
- Life in Your Way – Waking Giants
- L7 – Hungry for Stink
- Melvins – Houdini
- Project 86 – Drawing Black Lines, ...And the Rest Will Follow
- Puya – Union
- Rage Against the Machine – Rage Against the Machine
- Red Hot Chili Peppers – Mother's Milk
- Rise Against – Siren Song of the Counter Culture
- Shihad – The General Electric, Love Is the New Hate
- Sick of It All – Built to last
- Skunk Anansie – Stoosh
- Spineshank – The Height of Callousness, Self-Destructive Pattern
- Spoken – A Moment of Imperfect Clarity
- Still Remains – Of Love and Lunacy
- Surgery – Shimmer
- Taylor Swift – Speak Now World Tour – Live
- Ten Second Epic – Count Yourself In
- Testament – Low
- The ReAktion – Selknam
- The O.C. Supertones – Chase the Sun
- The Washboard Union – The Washboard Union
- Trapt – Only Through the Pain, Trapt
- Ugly Kid Joe – Menace to Sobriety
- The Urge – Master of Styles
- Voodoo Glow Skulls – Firme
- White Lion – Pride
- You Me at Six – Sinners Never Sleep